# Пітер Грдлічка
Пітер Грдлічка (англ. Peter Hrdlitschka, 6 листопада 1955) — канадський плавець. Бронзовий медаліст Чемпіонату світу з водних видів спорту 1973 року в естафеті 4×100 метрів комплексом.